# Elektronvolt
Az elektronvolt egy SI-mértékegységrendszeren kívüli, csak az atom-, mag- és részecskefizikában, illetve a csillagászatban használható energia-mértékegység. Jele: eV. Használhatók vele az SI-prefixumok (keV = 1000 eV, MeV = 1 millió eV, GeV = 1 milliárd eV, TeV = 1 billió eV.).
Egy elektronvoltnak nevezzük azt az energiát, amelyet az elektron 1 V (megfelelő irányú) potenciálkülönbség hatására nyer. 
1 eV = 1,602 176 634·10−19 J.
Mivel a munka a W=q·U képlet alapján számolható, egy gyorsított részecske energiája egyszerűen kiszámítható elektronvolt egységben. Például a kétszeresen pozitív α-részecske 200 V potenciálkülönbségen való gyorsításakor {\displaystyle 2\cdot 200=400} eV energiára gyorsul.

## Az elektronvolt és a tömeg
Einstein speciális relativitáselmélete szerint az energia ekvivalens a tömeggel, csak egy állandó szorzóban (a fénysebesség négyzetében) tér el: E = m c².
A részecskefizikusok ezért az eV/c² egységet használják a tömeg egységéül. Így például egyszerűen kiszámítható, hogy amikor az elektron és a pozitron találkozik, mivel mindkettőnek a tömege 511 keV/c², ezért 1,022 MeV energia keletkezik fotonok formájában. A proton tömege 0,938 GeV/c² (GeV), ami a magfizikában a GeV egységet nagyon kényelmessé teszi. (Részecske és magfizikában gyakran úgynevezett Planck-egységeket használnak, ahol c = 1, ilyenkor a tömegegység egyszerűen eV, keV, MeV, GeV, TeV.)
Átszámítás SI egységre:
1 eV/c² = 1,782 661 758(44) · 10−36 kg
1 keV/c² = 1,782 661 758(44) · 10−33 kg
1 MeV/c² = 1,782 661 758(44) · 10−30 kg (nagyjából két elektrontömeg)
1 GeV/c² = 1,782 661 758(44) · 10−27 kg (nagyjából protontömeg)
1 TeV/c² = 1,782 661 758(44) · 10−24 kg
Értéke megtekinthető a NIST honlapján további átszámítási tényezők között
Lásd még nagyságrendek listája (tömeg).

### Jelölése
A fenti jelölés nem felel meg a fizikában alkalmazott konvencióknak; első része ugyanis mértékegység, második része pedig egy fizikai mennyiség jele. Ennek ellenére a jelölést általánosan használják. Az IUPAC Green Book nem tartalmazza, alkalmazása tehát kérdéses. A Green Book az energiára vonatkozóan több jelölést tartalmaz, például Eg gap energy, Ed donor energy, Ea acceptor energy,  
EF Fermi energy. Ezért érdemes olyan betűt használni indexként, amely más célra nem használatos, például Ef (az angol field; elektromos mező értelmében).
Ezt alkalmazva a tömeg így fejezhető ki: {\displaystyle m={\frac {E_{f}}{c^{2}}}}, ahol a kifejezés valamennyi eleme egy-egy fizikai mennyiség jele.
A probléma abból ered, hogy a Planck-egységek között a fénysebesség értéke 1 (egy).

## Az elektronvolt és hőmérséklet
Összehasonlításul atombomba-robbanáskor a töltött részecskék mozgási energiája 0,3-től 3 MeV-ig terjed.
Egy, a földi légkörben lévő molekula mozgási energiája nagyjából 0,025 eV.
Általában ahhoz, hogy a részecske kelvinben mért hőmérsékletét megkapjuk az elektronvoltban mért mozgási energiájából, 11 604-gyel kell szorozni (0,025 × 11 604 = 290 K). (Bővebben a Boltzmann-állandónál és a hőmérsékletnél.)

## Az elektronvolthoz kapcsolódó mennyiségek
| mennyiség   | jelölése | SI érték                  |
| ----------- | -------- | ------------------------- |
| energia     | eV       | 1,602 176 565(35)·10−19 J |
| tömeg       | eV/c²    | 1,782 662·10−36 kg        |
| nyomaték    | eV/c     | 5,344 286·10−28 kg⋅m/s    |
| hőmérséklet | eV/kB    | 11 604,505(20) K          |
| idő         | ħ/eV     | 6,582 119·10−16 s         |
| hosszúság   | ħc/eV    | 1,973 27·10−7 m           |